# غلامحسین صالحیار
غلامحسین صالحیار در ۲۴ اردیبهشت ۱۳۱۱ در تهران به دنیا آمد. وی طی سال‌های نوجوانی به مطالعه روزنامه‌ها و تئاتر پرداخت و به عنوان نمایشنامه نویس، کارگردان و بازیگر طی دهه ۱۳۲۰ در تئاتر فعالیت کرد. صالحیار در دانشکده حقوق دانشگاه تهران تحصیلات خود را مدرک لیسانس حقوق قضایی و سپس فوق لیسانس علوم سیاسی و روابط بین‌الملل به اتمام رساند.
شروع دوران روزنامه‌نگاری صالحیار در سال ۱۳۳۵ و با حضور در آزمون کلاس آموزش روزنامه‌نگاری مؤسسه اطلاعات آغاز شد. او در طول دوران آموزش با سرویس خارجه روزنامه اطلاعات نیز همکاری داشت. غلامحسین صالحیار به تدریج در اطلاعات رشد کرد و دبیری سرویس خارجه روزنامه اطلاعات را برعهده گرفت و در نیمه نخست دهه ۴۰ سه سال این مسئولیت را برعهده داشت.
در سال ۱۳۴۶ صالحیار از اطلاعات خارج شد و پس از مدتی به دعوت داریوش همایون سردبیری روزنامه آیندگان را برعهده گرفت که این مسئولیت نیز سه سال به طول انجامید. در سال ۱۳۴۹ به دنبال چاپ نامه ای انتقادی از خوانندگان روزنامه دربارهٔ فساد اجتماعی و تهدید نهاد خانواده، صالحیار به شهربانی فراخوانده شد ولی با وساطت امیرعباس هویدا نخست‌وزیر وقت آزاد شد اما از روزنامه آیندگان کناره‌گیری کرد.
یک سال پس از کناره‌گیری از آیندگان غلامحسین صالحیار با حمایت رضا قطبی مدیر وقت تلویزیون ایران راهی پاریس و لندن شد و دوره‌های آموزشی خبری برای رادیو و تلویزیون را فرا گرفت. وی در بازگشت به تهران با همراهی قطبی خبرگزاری رادیو تلویزیون ملی ایران را تأسیس کرد. یکسال بعد با دعوت ناصر عامری دبیرکل حزب مردم به دیدار شاه رفت و حمایت وی را برای تأسیس روزنامه خبری تحلیل با رویکرد انتقادی جلب کرد. وی کمی بعد روزنامه مردم را به عنوان ارگان رسانه ای حزب مردم منتشر کرد. انتشار این روزنامه تا زمان تشکیل حزب رستاخیز ادامه یافت.
صالحیار پس از آنکه در سال ۱۳۵۳ توسط هویدا از نقشه ساواک برای دستگیری خود مطلع شد مدتی تهران را ترک کرد. وی تا سال ۱۳۵۶ ممنوع القلم بود اما در آن سال با دعوت فرهاد مسعودی نخست در روزنامه انگلیسی زبان تهران ژورنال مستقر شد و سپس سردبیری روزنامه اطلاعات را عهده‌دار شد. دوره سردبیری اطلاعات تا نزدیکی پیروزی انقلاب ادامه داشت. بسیاری از مردم ایران پس از گذشت سال‌ها هنوز خاطره تیتر «شاه رفت، امام آمد» او را در روزنامه اطلاعات سال ۱۳۵۷ به یاد دارند.
طی سال‌های پس از پیروزی انقلاب اسلامی علاوه بر ادامه همکاری با اطلاعات به عنوان کارشناس مسائل سیاست خارجی، با نشریات فرهنگی و ادبی نظیر مجله آدینه و نشریه دنیای سخن همکاری داشت.
وی از مؤسسان سندیکای خبرنگاران و نویسندگان و مؤلف چند کتاب از جمله «چهره مطبوعات معاصر» بود.
سرانجام غلامحسین صالحیار در ۱۹ آذر ۱۳۸۲ در بیمارستان توس تهران درگذشت.

## آثار
- چهره مطبوعات معاصر (تألیف)؛
- ترجمه جنگ جهانی در ایران (سر کلارمونت اسکراین)؛
- طاعون قرن (ترجمه)؛
- ترجمه زندگی خصوصی استالین (جک فیش من، جن برنارد موتن)؛
- ترجمه زندگی من (چارلی چاپلین)؛
- ترجمه نفت، قدرت، اصول: ملی شدن نفت ایران و پیامدهای آن (مصطفی علم)؛
- کسوف، آخرین روزهای سیا دخالت مستقیم آمریکا به نفع عراق در جنگ با ایران (ماکس‌پری)؛
- تاریخ جهانی نفت (دانیل برگین).